# پل بند لشکر

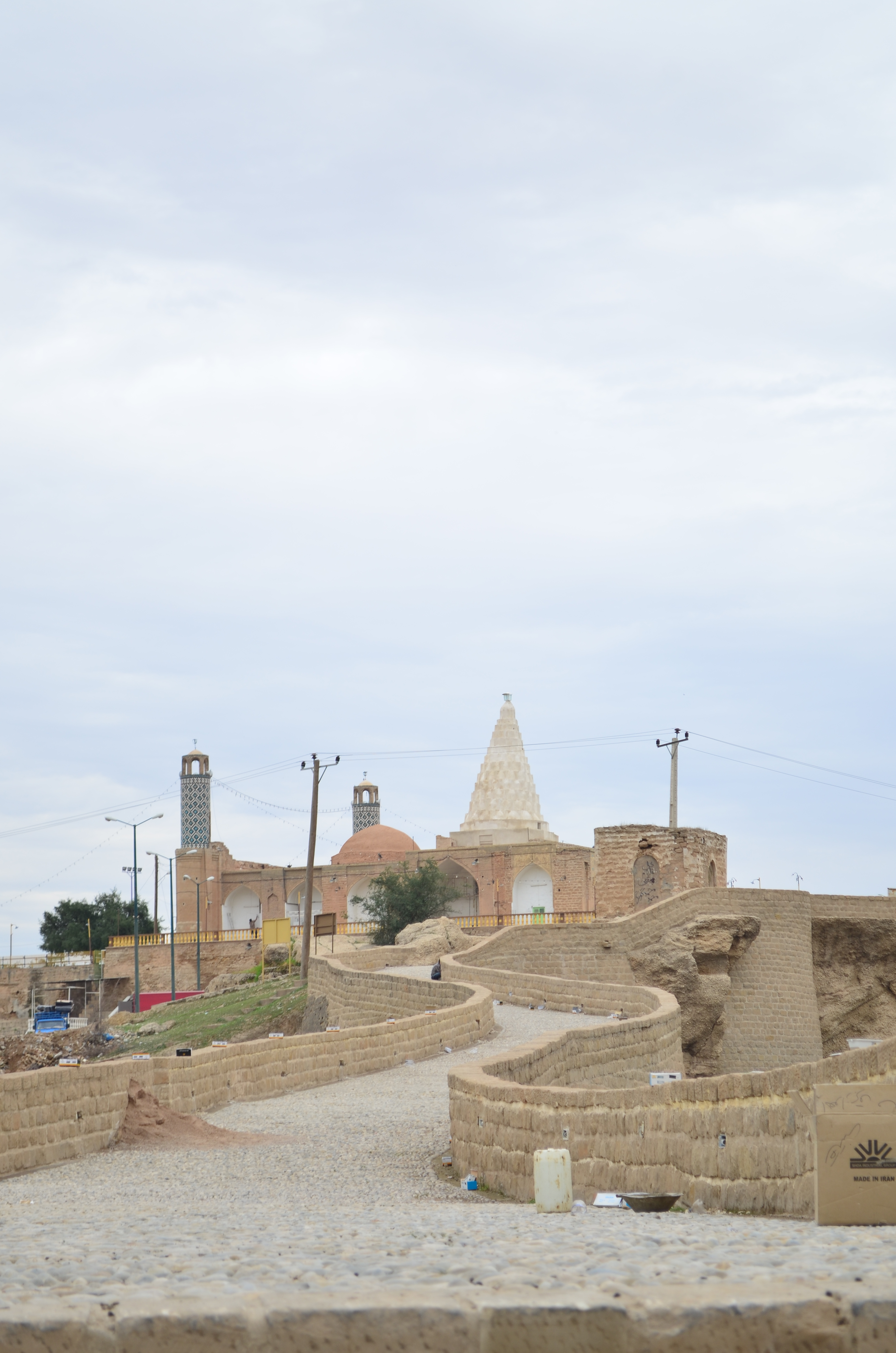
پل بند لشکر و امامزاده عبدالله (معبد آناهیتا) در یک تصویر

پل بند لشکر یک بنا از مجموعه سیستم آبی تاریخی شوشتر است. دروازه لشکر، یکی از دروازه‌های ششگانه تاریخی شوشتر در کنار این پل بند بوده و هنوز آثاری از حصار شوشتر را در کنار این پل بند می‌توان دید. پیشینه ساخت این پل همانند دیگر بناهای آبی تاریخی شوشتر، به دورهٔ ساسانیان بازمی‌گردد و آبی که از زیر آن عبور می‌کند، نهر رقط نام دارد. این اثر در تاریخ ۲۹ تیر ۱۳۷۸ با شمارهٔ ثبت ۲۳۵۹ به‌عنوان یکی از آثار ملی ایران به ثبت رسیده است.
این پل-بند به همراه ۱۵ اثر تاریخی دیگر شوشتر در نشست سالانه کمیته میراث جهانی یونسکو در ۲۶ ژوئن ۲۰۰۹ (۵ تیرماه ۱۳۸۸) در شهر سویل اسپانیا، با احراز معیارهای ۱، ۲ و ۵ با عنوان نظام آبی تاریخی شوشتر به عنوان دهمین اثر ایران در فهرست میراث جهانی یونسکو با شماره ۱۳۱۵ به ثبت رسید.

## فرضیه بنا شدن پل در کنار معبد آناهیتا
بر بلندای صخره‌ای مشرف به نواحی اطراف، در محیطی آرام و سرسبز و با رودخانه‌ای که در کنار آن جاریست یک بنای مذهبی به نام بقعه امامزاده عبدالله واقع است. پل بند لشکر به عنوان یکی از کهن‌ترین دروازه‌های شهر شوشتر، در ضلع شرقی این بنای مذهبی واقع شده و دروازه شهر تاریخی لشکر (عسکر مکرم) بوده‌است. همه موارد یادشده، هنگام ساخت معبد الهه آناهیتا (الهه آب و باروری در ایران باستان) در دوران باستان مدنظر قرار می‌گرفته‌اند.
ازجمله موارد دیگری که این فرضیه را مورد تأیید قرار می‌دهد کشف مجمر (آتشدان) کوچکی در درون بقعه از جنس سنگ مرمر است. مردم شوشتر بر این اعتقاد بودند که اگر زن نازا بر روی این سنگ بنشیند و بر روی آن حرکت کند بارور خواهد شد. بدون شک ریشهٔ این باورها به گذشته و به آداب و رسوم باستانی مرتبط با آناهیتا بازمی‌گردد.

## کشف گور اشکانی در جریان مرمت
در جریان مرمت پل لشکر توسط توسط اداره میراث فرهنگی، صنایع دستی و گردشگری در سال ۱۳۸۷ خورشیدی، دو گور اشکانی در کنار پایه‌های پل کشف شد.

## ساخت و ساز غیرقانونی در حریم پل
در حریم این بنا از سال ۱۳۶۴ شمسی ساخت و ساز و تصرف عدوانی صورت گرفته بود که با دادخواست اداره میراث فرهنگی شوشتر و با همکاری شهرداری این شهر، این بناها در اردیبهشت ماه ۱۳۹۳ تخریب شده و حریم پل لشکر رفع تصرف گردید.

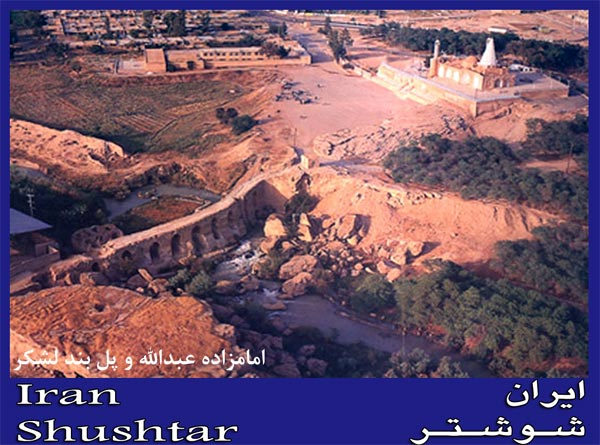
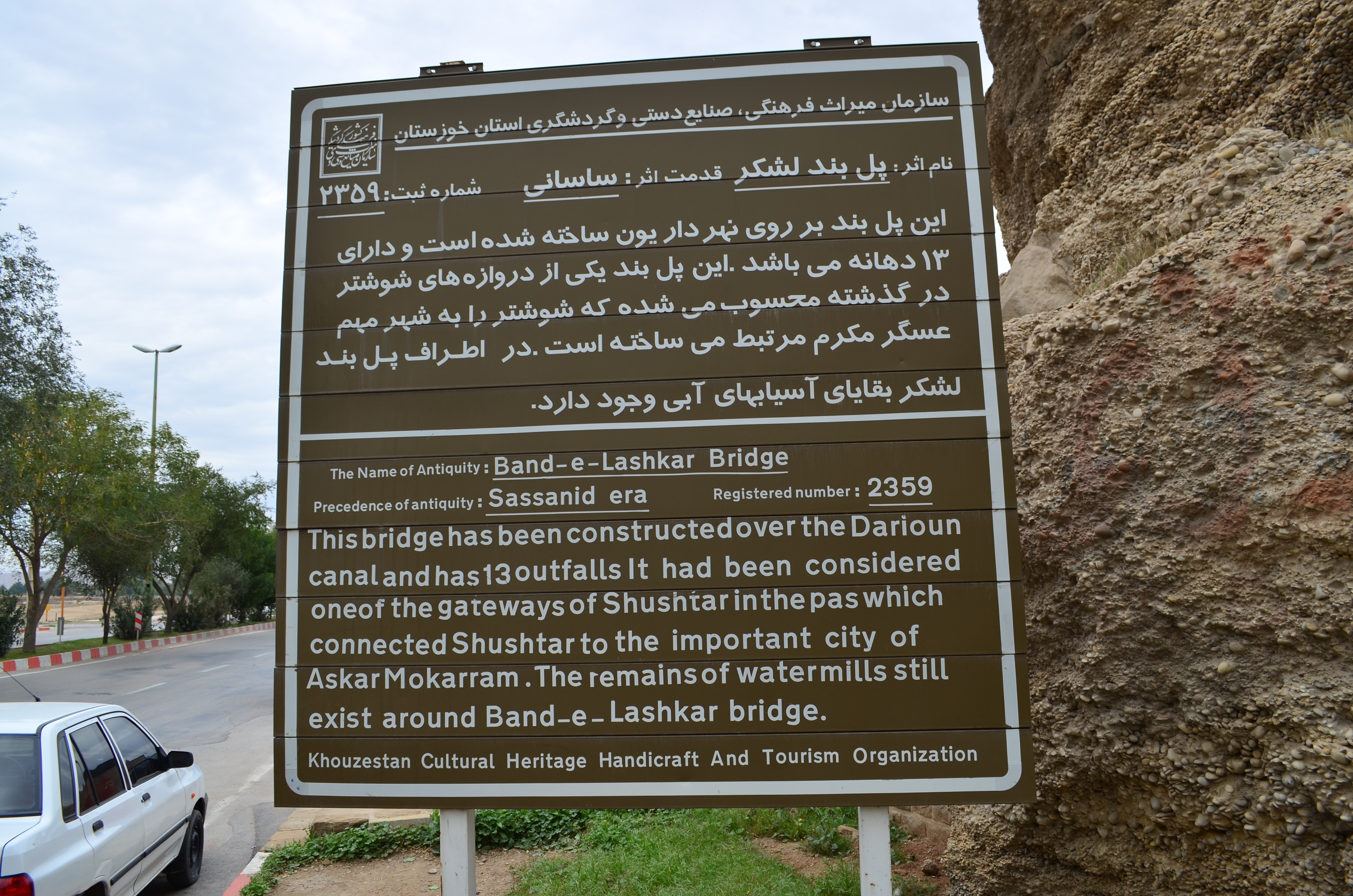